# 默特薩魯鄉
44°43′N 25°25′E / 44.717°N 25.417°E
默特薩魯鄉（羅馬尼亞語：Comuna Mătăsaru, Dâmbovița），是羅馬尼亞的鄉份，位於該國南部，由登博維察縣負責管轄，面積51平方公里，海拔高度163米，2007年人口5,614，人口密度每平方公里110人。